# قرار ملاقات در مدار ماه

نمودار LOR ملاقات در مدار ماه

قرار ملاقات در مدار ماه (انگلیسی: Lunar orbit rendezvous) یا (LOR) فرآیندی برای فرود انسان بر روی ماه و بازگرداندن آنها به زمین است. این فرایند در دههٔ ۱۹۶۰ و ۱۹۷۰ برای ماموریت‌های برنامه آپولو مورد استفاده قرار گرفت. در یک مأموریت LOR، یک فضاپیمای اصلی و یک فرودگر ماه کوچکتر به مدار ماه سفر می‌کنند. سپس کاوشگر ماه به‌طور مستقل به سطح ماه فرود می‌آید، در حالی که فضاپیمای اصلی در مدار ماه باقی می‌ماند. پس از اتمام مأموریت در آنجا، کاوشگر به مدار ماه بازمی‌گردد تا با فضاپیمای اصلی پهلوگیری کند و پس از انتقال خدمه و محموله از آن دور انداخته می‌شود. تنها فضاپیمای اصلی به زمین بازمی‌گردد.
قرار ملاقات مداری ماه برای اولین بار در سال ۱۹۱۹ توسط مهندس اوکراینی یوری کندراتیوک به عنوان اقتصادی‌ترین راه برای فرستادن انسان به سفر رفت و برگشت به ماه پیشنهاد شد.